# Pachycondyla sanguinea
Pachycondyla sanguinea är en myrart som beskrevs av Santschi 1920. Pachycondyla sanguinea ingår i släktet Pachycondyla och familjen myror. Inga underarter finns listade i Catalogue of Life.